# Tyczyn (gmina)
Tyczyn jest gminą miejsko-wiejską w południowo-wschodniej Polsce w województwie podkarpackim w powiecie rzeszowskim.
Siedziba gminy to Tyczyn.
Gmina Tyczyn znajduje się w centralnej części województwa podkarpackiego – gmina bezpośrednio graniczy z Rzeszowem, odległość od Dynowa – 30 km (drogami wojewódzkimi Nr 878, 877 i 835), od siedzib gmin Doliny Strugu: od Chmielnika Rzeszowskiego – 7 km, od Błażowej – 16 km i od Hyżnego – 7 km. Jako jednostka administracyjna graniczy: od północy z wojewódzkim Rzeszowem, na małym odcinku od zachodu (wzdłuż Wisłoka) z gminą Boguchwała, od zachodu i północy z gminą Lubenia, od południa z gminami Błażowa i Hyżne, a od wschodu z gminą Chmielnik.

## Demografia

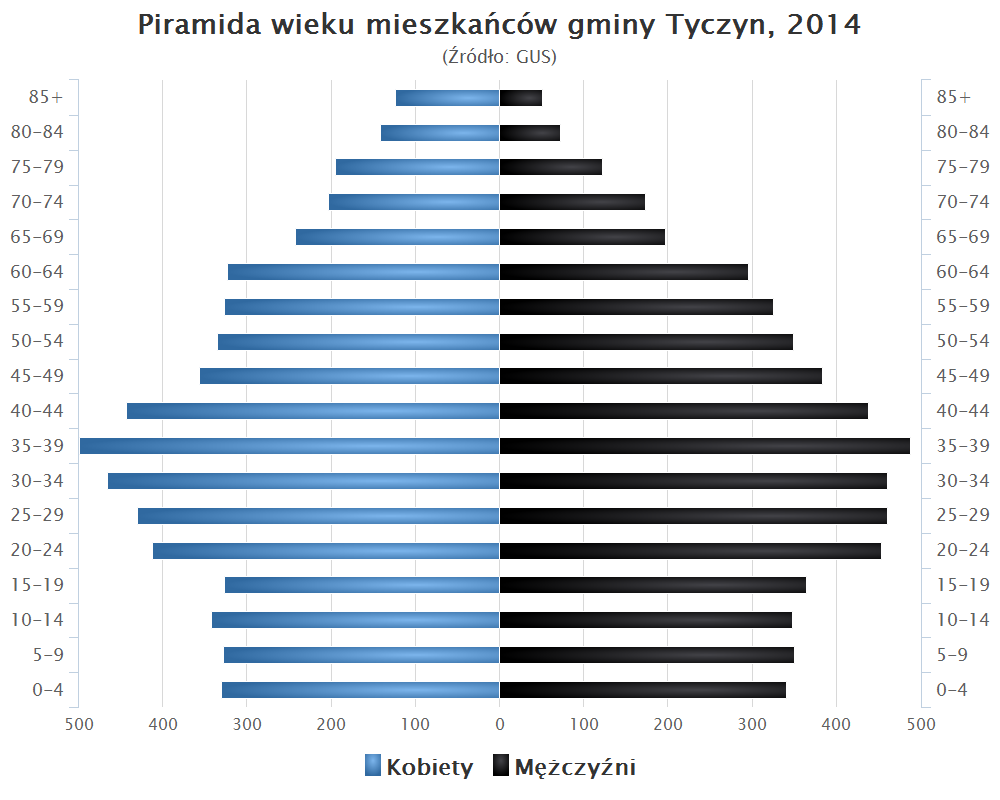
Piramida wieku mieszkańców gminy Tyczyn w 2014 roku

## Klimat
Średnia roczna suma opadów atmosferycznych wynosi 700 mm – najmniej opadów występuje w styczniu i lutym a najwięcej w lipcu. Średnia roczna liczba dni z pokrywą śnieżną wynosi 60 dni, a liczba dni z przymrozkiem wynosi około 110 w ciągu roku. W rozkładzie miesięcznym średnie temperatury kształtują się od około -2,5 °C w styczniu do około +17,5 °C w lipcu. Liczba dni pogodnych w ciągu roku wynosi od 35 do 40, natomiast dni pochmurnych – od 130 do 140.

## Sport - Piłka Nożna
Od 1949 w Tyczynie działa Miejski Klub Sportowy Strug Tyczyn zrzeszający ponad 150 zawodników w 7 grupach wiekowch, począwszy od seniorów, poprzez juniorów starszych/młodszych, trampkarzy starszych/młodszych, kończąc na orlikach.
Obecnie drużyna Strugu Tyczyn występuje w lidze okręgowej (piąty poziom rozgrywkowy).
Największe sukcesy Strug odnosił na przełomie dwutysiąclecia. W sezonie 1999/2000 wypracował wicelidera IV ligi wojewódzkiej. Nie można również zapomnieć o zdobyciu Podkarpackiego Pucharu Polski w sezonie 2002/2003. Strug mierzył się w finale z Siarką Tarnobrzeg. Po 90 minutach było 3-3, a o tym kto zgarnie pełną stawkę zadecydowały rzuty karne. Skuteczniejsi byli zawodnicy z Tyczyna ostatecznie wygrywając 4-3.
Dziś prezesem Strugu Tyczyn jest Ryszard Domino, który pełni funkcję od czerwca 2017r., natomiast trenerami są Łukasz Janik oraz Maciej Nizioł (od stycznia 2019r.)

## Edukacja
- Wyższa Szkoła Społeczno-Gospodarcza w Tyczynie

## Sołectwa
Borek Stary, Hermanowa, Kielnarowa.
Dawniej obejmowała także sołectwa Biała (do 2008), Budziwój (do 2010), Matysówka (do 2019) i Zalesie (do 1977).
Wszystkie miejscowości w gminie są wsiami sołeckimi, jednak ich zabudowa jest rozciągnięta i każda z wsi podzielona jest na wiele części.

## Sąsiednie gminy
Błażowa, Chmielnik, Hyżne, Lubenia, Rzeszów